# Мендово (село, Болгария)
Ме́ндово (болг. Ме́ндово) — село в Благоевградской области Болгарии. Входит в состав общины Петрич. Находится примерно в 8 км к западу от центра города Петрич и примерно в 67 км к югу от центра города Благоевград. По данным переписи населения 2011 года, в селе проживал 101 человек, преобладающая национальность — болгары.

## Население
| Год     | 1934 | 1946 | 1956 | 1965 | 1975 | 1985 | 1992 | 2001 | 2011 |
| ------- | ---- | ---- | ---- | ---- | ---- | ---- | ---- | ---- | ---- |
| Жителей | 242  | 364  | 294  | 303  | 223  | 207  | 185  | 133  | 101  |

|  |